# Иванчишта
Иванчишта (мкд. Иванчишта) су насеље у Северној Македонији, у западном делу државе. Поповец припадају општини Кичево.

## Географија
Насеље Иванчишта је смештено у западном делу Северне Македоније. Од најближег већег града, Кичева, насеље је удаљено 22 km западно.
Иванчишта припадају историјској области Горња Копачка. Село је положено високо, на источним висовима планине Стогово, док се ка истоку тло спушта у долину реке Треске, која овде тече највишим делом свог тока. Надморска висина насеља је приближно 1.040 метара.
Клима у насељу је планинска због знатне надморске висине.

## Становништво
Иванчишта су према последњем попису из 2002. године имала 29 становника.
Већинско становништво су етнички Македонци (100%).
Претежна вероисповест месног становништва је православље.